# Пшемисл I
Пшемисл I (пол. Przemysł I; 1220/1221 — 4 червня 1257) — князь Великої Польщі у 1239—1257 роках.

## Життєпис
Походив з династії П'ястів. Старший син Владислава Одонича (сина Одона Мешковича), князя Великопольського, та Ядвіги Померанської (доньки Мстівоя I).
У 1239 році втратив батько, отримав разом з братом Болеславом Побожним володіння між Уйсце і Накло. У 1241 році разом з братом розпочав боротьбу за Велику Польщу, яку розглядав як батьківську спадщину. Зумів перемогти Болеслава II Лисого, представника сілезької гілки П'ястів, й до 1243 року фактично захопив Велику Польщу, незважаючи на війну зі Святополком II, князем Померелії, у 1242 році.
Задля налагодженню миру з Болеславом II Лисим у 1244 році оженився на його сестрі. Втім вимушений був вести війну проти іншого представника Сілезьким П'ястів — князя Владислава Опольського. Пшемисл I разом з братом Болеславом Побожним у 1247—1249 роках відвоював Каліш та Вєлюнь.
У 1247 році виділив з володінь Великої Польщі брату Болеславу Каліське князівство. Того ж року разом з останнім виступив проти Казимира I Куявського, який намагався захопити область навколо міста Ладзька. Втім, незабаром було укладено мирний договір. У 1249 році на вимогу брата передав тому Гнєзненське і Вєлюнське князівства. Того ж року разом з Болеславом Побожним виступив на підтримку Конрада Глогувського проти Болеслава II, князя Сілезько-Легніцького. Останньому було завдано поразки, 1250 року змушений був передати частину володінь Конраду.
Після цього 1250 року у Пшемисла I розпочався конфлікт з Болеславом Побожним щодо кордонів володінь, під час якого Пшемисл I заарештував брата. Суперечку було завершено у 1253 році за посередництва великопольського духівництва: підтверджено володіння Болеслава Побожного над Калішом, Гнєзно і Вєлюнєм.
У 1251—1252 році довелося вести прикордонні війни з Іоганом I Асканієм, маркграфом Бранденбургу. З 1254 року розпочав мирні перемовини з останнім, намагаючись досягти миру шляхом укладання династичного шлюбу.
Після цього Пшемисл I спрямував свої зусилля на збереження Великої Польщі. Для цього дотримувався мирних стосунків з Болеславом Побожним, Конрадом Глогувським. У 1253 році переніс свою столицю до міста Познань, яке розпочав активно розбудовувати. При цьому спирався на союз з духівництвом.
У 1254 році виступив проти Генріха III Білого, герцога Сілезько-Вроцлавського, який підтримував Пржемисла Оттакара II, короля Богемії, що боровся за австрійську спадщину. В свою чергу Пшемисл I був союзником Угорщини, яка намагалася захопити Австрію. 8 травня 1254 року брав участь у з'їзді П'ястів у Кракові з нагоди канонізації Святого Станіслава, де вони вирішили утворити коаліцію проти Святополка II, князя Померелії.
Помер у 1257 році в Познані. Владу успадкував його брат Болеслав Побожний.

## Родина
Дружина — Єлізавета, донька Генріха II П'яста, верховного князя Польщі.
Діти:
- Констанція (1245/1246—1281), дружина Конрада Асканія, маркграфа Бранденбург-Стендаль
- Євфросинія (1247/1250—1298), абатиса монастиря кларисок в Требніці
- Ганна (1253—1295), абатиса монастиря в Овінсці
- Євфимія (1253—1298), чорниця-клариска в монастирі Вроцлава
- Пшемисл (1257—1296), король Польщі у 1295—1296 роках